# Bertrand Vecten
Bertrand Vecten (francès: Bertrand Benoît Marie Vecten)  (Compiègne, 26 de febrer de 1972) és un remer francès, ja retirat, que va competir durant la dècada de 1990.
El 1996 va prendre part en els Jocs Olímpics d'Estiu d'Atlanta, on va guanyar la medalla de plata en la prova del quatre sense timoner del programa de rem. En el seu palmarès també destaca una medalla de plata al Campionat del Món de rem de 1997.